# Heinz Kerneck
Heinz Kerneck (* 3. März 1912 in Jena; † 19. April 1968 in Badenweiler) war ein Journalist und Rundfunkintendant von Radio Bremen. 

## Biografie
Kerneck war der Sohn eines Glasbläsers. Nach seinem Abitur absolvierte er ab 1931 eine kaufmännische Lehre und arbeitete bis 1933 als Genossenschaftskaufmann. Nebenbei war er als Journalist tätig. Nach 1933 arbeitete er bei der Reichsbahn und beim Mitteleuropäischen Reisebüro. Im Zweiten Weltkrieg war er Soldat, zuletzt Kompaniechef bei einer Infanterie-Division.
Nach seiner Rückkehr aus britischen Gefangenschaft nahm er 1946 eine Tätigkeit als Journalist auf, zunächst als Redakteur des Sozialdemokratischen Pressedienstes in Hannover, dann als Parlamentsberichterstatter des Deutschen Pressedienstes beim Wirtschaftsrat in Frankfurt am Main sowie bei der Deutschen Presse-Agentur (dpa) in Bonn für eine Berichterstattung von Bundestag und Bundesrat. 1953 wurde er leitender Rundfunkredakteur und Chef der  Nachrichtenredaktion bei der Deutschen Welle in Köln. 
Am 8. Juli 1957 wurde er zum Rundfunkintendanten von Radio Bremen gewählt. Er entwickelte die Erweiterung des Senders zum Fernsehsender. Ab Januar 1965 startete Radio Bremen zusammen mit dem Norddeutschen Rundfunk (NDR) und dem Sender Freies Berlin (SFB) das Dritte Fernsehprogramm. Er wandte sich entschieden gegen eine Aufhebung der kleineren Sender. Als Intendant der Deutschen Welle war er in den 1960er Jahren im Gespräch.
1968 wurde ihm der Posten des Intendanten des Senders Freies Berlin angeboten; er lehnte jedoch ab, um für den Erhalt von Radio Bremen zu kämpfen. 1968 starb er während einer Kur in Badenweiler. Sein Nachfolger wurde Hans Abich. 
Die Heinz-Kerneck-Straße in Bremen-Osterholz wurde nach ihm benannt.